# Esfahran
Esfahran (pers. اسفهران) – miejscowość w Iranie, w ostanie Isfahan. W 2006 roku liczyła 1026 mieszkańców w 261 rodzinach.